# Brylle Sogn
Brylle Sogn ist eine Kirchspielsgemeinde (dän.: Sogn)
auf der Insel Fyn (dt.: Fünen)
im südlichen Dänemark. Bis 1970 gehörte sie zur Harde Odense Herred im damaligen Odense Amt, danach zur Tommerup Kommune im
Fyns Amt, die im Zuge der  Kommunalreform zum 1. Januar 2007 in der
Assens Kommune in der Region Syddanmark aufgegangen ist.
Im Kirchspiel leben 1706 Einwohner, davon 1299 im Kirchdorf (Stand: 1. Januar 2023).
Im Kirchspiel liegt die Kirche „Brylle Kirke“.
Nachbargemeinden sind im Nordwesten Broholm Sogn, im Westen Tommerup Sogn und im Süden Verninge Sogn, ferner in der östlich benachbarten Bogense Kommune Bellinge Sogn und Brændekilde Sogn.